# Ca n'Ordis
Ca n'Ordis és una masia de Crespià (Pla de l'Estany) protegida com a bé cultural d'interès local.

## Descripció
Gran masia coberta a dos aigües, situada prop del Monestir de Crespià, al costat de la carretera que va de Banyoles a Figueres. L'edifici presenta una planta quadrangular romboïdal (lleugerament). Té per damunt de la planta baixa, dos plantes i golfes. Presenta una distribució d'obertures molt ordenada, gairebé simètrica a la façana principal que s'orienta al sud, perpendicular a l'eix del carener.
Destaca l'impressionant enjardinament que envolta la casa, format per una alta muralla coberta d'heures i amples espais enjardinats a l'interior. També és notable l'acabat de les façanes, formant un esgrafiat imitant carreus escairats guarnits interiorment amb motius geomètrics. A l'interior presenta magnífiques i espaioses sales arranjades amb gust exquisit.

## Història
Aquest casal ja ve noticiat l'any 1289 amb el nom de Can Pifarrer. Els Ordis procedien d'Usall (ca l'Ordis també anomenat Castell d'Ordis) i el primer documentat d'aquest cognom és Guillem Ordis, de Cutsac (1260-1328). Can Pifarrer fou incorporat al patrimoni Ordis el segle xviii per entroncament matrimonial, traslladant-se a Crespià. D'ençà Ca n'Ordis ha vingut passant per línia masculina directa fins a arribar al propietari Pere Ordis i Llach, casat amb n'Antoñita Dalmau, que exploten directament la finca.
A l'any 1920, la masia va ser reformada per l'arquitecte gironí Rafael Masó i Valentí.